# Applikationsform
Als Applikationsform (von Applikation, „Anwendung“, „Verabreichung“ von Arzneimitteln, von lateinisch applicare, „zusammenfügen“) oder Verabreichungsform wird die Art und Weise bezeichnet, wie ein Arzneimittel verabreicht wird. Entsprechend der Applikationsform muss die Arzneiform gewählt werden, also die Art, wie das Medikament zubereitet wird (z. B. Tablette, Suppositorium).

## Beispiele für Applikationsformen
| Applikationsform                   | Bedeutung                                                                                             |
| ---------------------------------- | --- |
| aural                              | In den Gehörgang                                                                                      |
| bukkal                             | auf die Wangenschleimhaut                                                                             |
| endobronchial (e. b.)              | in den Bronchus, Gabe über einen Endotrachealtubus                                                    |
| enteral                            | Zufuhr über den Darm                                                                                  |
| epidural                           | synonym zu peridural; Injektion in den Epi/-Periduralraum zur Epi-/Periduralanästhesie                |
| inhalativ (p. i. = per inhalation) | über die Lunge                                                                                        |
| intraarteriell (i. a.)             | in eine Arterie                                                                                       |
| intraartikulär                     | in ein Gelenk                                                                                         |
| intragastral                       | im oder in den Magen                                                                                  |
| intraglutäal                       | in den großen Gesäßmuskel                                                                             |
| intrakardial                       | Injektion in das Herz                                                                                 |
| intrakutan (i. c.)                 | in die (Leder-)Haut                                                                                   |
| intralumbal                        | Injektion in den lumbalen Abschnitt des Duralsacks                                                    |
| intralymphatisch                   | in einen Lymphknoten                                                                                  |
| intramammär                        | durch den Zitzenkanal in die Milchdrüse                                                               |
| intramuskulär (i. m.)              | in einen Muskel                                                                                       |
| intraneural                        | in einen Nerv                                                                                         |
| intraokular                        | in das Auge                                                                                           |
| intraossär (i. o.)                 | in einen Knochen                                                                                      |
| intraperitoneal (i. p.)            | in die Bauchhöhle                                                                                     |
| intrapleural                       | in die Brusthöhle                                                                                     |
| intrapulmonal                      | in die Lunge                                                                                          |
| intraruminal                       | in den Pansen von Wiederkäuern                                                                        |
| intratracheal (i. t.)              | in die Luftröhre                                                                                      |
| intraurethral                      | in die Harnröhre                                                                                      |
| intrathekal                        | Injektion in den Liquorraum der Dura mater (Hirnhaut)                                                 |
| intrauterin                        | in die Gebärmutter                                                                                    |
| intravenös (i. v.)                 | in eine Vene                                                                                          |
| intraventrikulär                   | in die Hirnventrikel                                                                                  |
| intravitreal                       | in den Glaskörper                                                                                     |
| konjunktival                       | auf die Bindehaut, in den Bindehautsack                                                               |
| nasal (intranasal)                 | in die Nase                                                                                           |
| oral / peroral (p. o.)             | über den Mund                                                                                         |
| parenteral                         | unter Umgehung des Darmes (keine eigene Applikationsform, es beinhaltet viele der o. g.)              |
| perkutan                           | über die Haut                                                                                         |
| peridural                          | synonym zu epidural; Injektion in den Epi/-Periduralraum zur Epi-/Periduralanästhesie                 |
| perineural                         | in das Bindegewebe der Nerven                                                                         |
| rektal                             | über den Mastdarm                                                                                     |
| retrobulbär                        | hinter den Augapfel                                                                                   |
| sublingual (s. l.)                 | unter die Zunge                                                                                       |
| subkonjunktival                    | unter die Bindehaut                                                                                   |
| subkutan (s. c.)                   | unter die Haut, in die Subkutis                                                                       |
| systemisch                         | Applikationsform, die zu einer Wirkstoffverteilung im gesamten Körper führt (Gegensatz zu „topisch“)  |
| topisch                            | örtlich begrenzte Anwendung mit dem Ziel einer örtlich begrenzten Wirkung (Gegensatz zu „systemisch“) |
| transdermal                        | durch die Haut, der Wirkstoff gelangt durch die Haut hindurch in den Blutkreislauf                    |
| vaginal                            | in die Vagina                                                                                         |